# Acidovorax radicis
Acidovorax radicis ist ein Bakterium in der Klasse der Betaproteobacteria.

## Geschichte
A. radicis wurde 2011 von Wissenschaftlern des Helmholtz Zentrums München entdeckt. Die Biologen isolierten das Bakterium aus sterilisierten Wurzeln einer vier Wochen alten Weizenpflanze der Sorte Naxos in Neumarkt in der Oberpfalz. Es ist nach seinem Fundort, der Wurzel (lateinisch radix) benannt.

## Merkmale
A. radicis ist  gramnegativ und besteht aus einer beweglichen geraden stabförmigen Zelle. Es ist 1,5–2 μm lang und misst 0,3–0,5 μm im Durchmesser. Sein pH-Optimum liegt bei 7, die optimale Wachstumstemperatur liegt bei 30 °C. Das Bakterium ist Katalase-negativ und Oxidase-positiv. Es produziert Siderophore und kann Glyceryltributyrat hydrolysieren, jedoch nicht Casein. Es verstoffwechselt Zucker, Alkohole, Fettsäuren und Aminosäuren.